# Apistomyia collini
Apistomyia collini är en tvåvingeart som beskrevs av Mario Bezzi 1913. Apistomyia collini ingår i släktet Apistomyia och familjen Blephariceridae. Inga underarter finns listade i Catalogue of Life.